# Apología de un matemático
Apología de un matemático (A Mathematician's Apology en inglés) es un ensayo escrito por el matemático británico G. H. Hardy en 1940. Trata sobre la estética de la matemática con algún contenido personal, y permite que el gran público llegue a comprender la mente de un matemático.

## Resumen

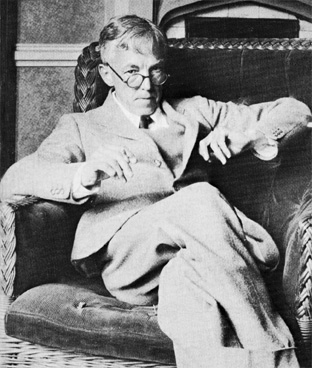
G. H. Hardy.

En el título del libro, Hardy utiliza la palabra "apología" en el sentido de una justificación o defensa formal (como en la Apología de Sócrates de Platón), no en el sentido de una petición de clemencia.
Dos fueron las razones que empujaron a Hardy en este momento, a justificar su vida dedicada a las matemáticas:
En primer lugar, con 62 años, Hardy sabía que estaba envejeciendo (había sobrevivido a un infarto en 1939) y había notado el descenso de su creatividad y talento. El hecho mismo de dedicar tiempo a escribir la Apología, era una aceptación por parte de Hardy que su época como matemático creativo había terminado. En su prólogo a la edición del libro de 1967, C. P. Snow describe la Apología como "un lamento apasionado por una potencia creativa que antes estaba pero que se ha ido para no regresar". En las palabras de Hardy, "la exposición, la crítica, el aprecio, es un trabajo para mentes mediocres. [...] Es una experiencia melancólica cuando un matemático profesional se dedica a escribir sobre la matemática. La función de un matemático es hacer algo, demostrar nuevos teoremas, añadir a la matemática y no hablar de lo que él u otros matemáticos han hecho". 
Hardy creía que ya no podía estar involucrado en forma activa en el desarrollo de nuevas ideas matemáticas; al respecto escribió:
"Escribo sobre la matemática porque, como cualquier otro matemático que tiene más de 60 años, ya no tengo la frescura de mente, la energía ni la paciencia para realizar mi trabajo con eficacia", por lo tanto la única forma que le quedaba de contribuir a la matemática, en la que creía, era escribir un libro sobre la matemática donde podría expresar sus puntos de vista personales sobre el tema.
En segundo lugar, con el comienzo de la Segunda Guerra Mundial, Hardy, un pacifista, quiso justificar su creencia que la matemática debía ser abrazada por su propio valor, en vez de por el valor de sus aplicaciones. El acto de dedicarse a matemática por su pureza, por su perfección interna y por la claridad de sus conceptos subyacentes. Hardy quería escribir un libro donde pudiera explicar su filosofía matemática a la próxima generación de matemáticos. Un libro que defendiera la matemática basándose en su importancia endógena, argumentando solo sobre la base de los méritos de la matemática pura, sin tener que recurrir a los logros de la matemática aplicada para justificar la importancia global de la matemática. En fin, un libro que sirviera de inspiración a las generaciones futuras de matemáticos puros. Como Hardy fue un ateo sus justificaciones las hizo ante su prójimo, no ante Dios.
Uno de los temas principales del libro es la belleza de posee la matemática, que Hardy compara a la pintura y la poesía. Para Hardy, la matemática más pura es la que no tiene ninguna aplicación en el mundo exterior, o sea la matemática teórica y, en particular, su campo especial de la teoría de números. Justifica el dedicarse a la matemática pura con el argumento que su inutilidad significa que no podría ser abusada para causar daño. Por otro lado, Hardy denigra a la matemática aplicada, describiéndola como "fea", "trivial" y "aburrida".
Estas caracterizaciones que conciernen a la matemática aplicada significan que no es el hecho de que sea aplicada lo que la hace "fea", "trivial" y "aburrida", sino que a menudo la matemática más "fea", "trivial" y "aburrida" es la que tiene aplicación. Estas caracterizaciones son atribuidas o no atribuidas a ciertas ramas de la matemática según la originalidad, profundidad y belleza de los conceptos subyacentes que constituyen el fundamento de estas ramas según las definiciones de G. H. Hardy. 
Esto es reforzado por Hardy en sus comentarios sobre una frase atribuida a Carl Friedrich Gauss que "la matemática es la reina de las ciencias y la teoría de los números es la reina de la matemática". Hay quienes creen que es la no aplicabilidad extrema de la teoría de números lo que impulsó a Gauss a hacer esta afirmación; sin embargo, Hardy cree que esta no es la razón. Aun si se llegara a encontrar una aplicación de la teoría de números, nadie intentaría destronar a la "reina de la matemática" por este motivo. Lo que Gauss quiso decir, según Hardy, es que los conceptos subyacentes que constituyen la teoría de números son más profundos y más elegantes que los de cualquier otra rama de la matemática.
Sus creencias sobre la matemática pura pueden considerarse resumidas en el siguiente pasaje del libro:
"La matemática pura, por otro lado, me parece una roca sobre la cual todo idealismo falla: 317 es un número primo, pero no porque lo creímos, o porque nuestras mentes son formadas de esta manera, sino porque es, porque la realidad matemática es construida en esa manera."
Otro tema es que la matemática es un "juegos para los jóvenes", entonces cualquier persona con un talento para la matemática debería desarrollar y utilizarlo cuando es joven, mientras se tiene plenas capacidades creativas. Esta consideración refleja la depresión creciente de Hardy frente a la disminución de sus propios poderes como matemático. Para él, la matemática fue esencialmente una actividad creativa, más que una actividad explicativa o expositiva.

## Críticos
Las opiniones de Hardy fueron muy influenciadas por la cultura académica de las universidades de Cambridge y Oxford entre la Primera Guerra Mundial y la Segunda Guerra Mundial.
Algunos de los ejemplos de Hardy parecen desafortunados en retrospectiva. Por ejemplo, escribió: "ninguna persona ha descubierto ya una aplicación militar para las teorías de números o relatividad, y parece improbable que esto ocurra por muchos años". Desde entonces, la aplicación de la relatividad fue parte del desarrollo de las armas nucleares, mientras que la teoría de números desempeña un papel prominente en la criptografía asimétrica. Sin embargo, los ejemplos más prominentes de Hardy de descubrimientos matemáticos elegantes sin aplicación (demostraciones sobre que existen infinitos números primos y la irracionalidad de la raíz cuadrada de dos) todavía no se ha encontrado una aplicación para ellos y por lo tanto se sostiene el argumento de Hardy.
No obstante, la aplicabilidad de un concepto matemático no es la razón que Hardy consideró la matemática aplicada inferior a la matemática pura; es la simplicidad que pertenece a la matemática aplicada que le dirigió a describirla así.
Hardy consideró que el teorema de Rolle, por ejemplo, aunque es bastante importante para el cálculo, no se puede comparar con la elegancia y preeminencia de los desarrollos matemáticos producidos por Leonhard Euler, Évariste Galois y otros matemáticos puros.